# Lorenzo's Time
Lorenzo's Time é uma telenovela filipina exibida em 2012 pela ABS-CBN. Foi protagonizada por Zaijan Jaranilla e Carmina Villaroel com atuação antagônica de Amy Austria-Ventura.

## Elenco
- Zaijan Jaranilla - Lorenzo "Enzo" Montereal
- Carmina Villaroel - Kathy "Kat-Kat" Gonzales-Montereal
- Amy Austria-Ventura - Mildred Montereal-Gamboa
- Gina Pareño - Bella "Yaya Belle" Nobleza
- James Blanco - Jonas Silvestre/Archimedes "Archie" Montereal
- Alfred Vargas - Dr. Carlo Ramirez
- Belle Mariano - Charity "Chari" Gonzales Montereal/Young Kathy
- Joel Torre - Badong Gamboa
- Rommel Padilla - Vincent Castillo
- John Estrada - Manuel Montereal
- Kaye Abad - Mildred Montereal-Gamboa
- Tess Antonio - Sheryl Santiago
- Cacai Bautista - Kikay
- Vino Martinez - Alfonso "Ali" Gamboa
- Gerard Acao - Jabar